# Makhaola Ndebele
Makhaola-Mosuoe Siyanda Njabulo Ndebele (* 7. September 1971 in Maseru, Lesotho) ist ein südafrikanischer Schauspieler, Dramaturg, Theaterproduzent und -leiter.

## Leben
Ndebeles Eltern sind der Literaturwissenschaftler und Schriftsteller Njabulo Ndebele und Mpho Ndebele, geborene Malebo; sie hatten sich beim Studium an der University of Botswana, Lesotho and Swaziland kennengelernt. Ndebele lebte in Lesotho, bis er etwa 20 Jahre alt war, unterbrochen durch längere Aufenthalte im Vereinigten Königreich und den USA. anschließend in Kapstadt und schließlich in Johannesburg.
Makhaola Ndebele startete im Jahr 1997 seine Karriere als Filmschauspieler in der Serie The Principal. Bekannt wurde er durch seine Rolle im Film Money Monster.
Ndebele erwarb 2015 an der University of the Witwatersrand einen Abschluss als Master of Arts in Dramatic Art.
2016 wurde er in Johannesburg zum künstlerischen Leiter der drei städtischen Theater Johannesburg Theatre, Soweto Theatre und Roodepoort Theatre ernannt. Der größte Saal der drei Theater ist das Mandela Theatre mit 1069 Plätzen im Johannesburg Theatre. Im selben Jahr gewann er den Naledi Theatre Award für sein Setswana-sprachiges Bühnenstück Lepatata, das im Johannesburger Market Theatre aufgeführt worden war.
Nedebele ist verheiratet und hat eine Tochter (Stand 2015).

## Filmografie (Auswahl)
- 1997: The Principal (Miniserie)
- 2000: Hijack Stories
- 2001: Scoop Schoombie
- 2006: The Lab
- 2010: Wildes Herz Afrika (Wild at Heart) (Fernsehserie, Episodenrolle)
- 2010: Stay with Me
- 2011: Machine Gun Preacher
- 2011: Man on Ground
- 2013: Release
- 2014: Ihawu Le Sizwe
- 2015: Hear Me Move
- 2015: Tell Me Sweet Something, Regie: Akin Omotoso
- 2016: Hatchet Hour, Regie: Marc Forster
- 2016: Money Monster, Regie: Jodie Foster
- 2024: The Last Ranger (Kurzfilm)